# Buckden, Cambridgeshire
Buckden är en ort och en civil parish i Storbritannien.   Den ligger i distriktet Huntingdonshire i grevskapet Cambridgeshire i riksdelen England, i den sydöstra delen av landet, 90 km norr om huvudstaden London. Buckden ligger 26 meter över havet och antalet invånare är 2 438.
Terrängen runt Buckden är platt. Runt Buckden är det ganska tätbefolkat, med 160 invånare per kvadratkilometer. Närmaste större samhälle är Huntingdon, 5,9 km nordost om Buckden. Trakten runt Buckden består till största delen av jordbruksmark.